# 圣阿舍尔
圣阿舍尔（法語：Saint-Acheul，法語發音：[sɛ̃t‿aʃœl]）是法国上法蘭西大區索姆省的一个市镇，属于亚眠区。

## 地理
圣阿舍尔（50°11'26"N, 2°9'49"E）面积3.04 平方千米，位于法国上法蘭西大區索姆省，该省份为法国北部沿海省份，北起加来海峡省和北部省，西接滨海塞纳省和大西洋英吉利海峡，南至瓦兹省，东临埃纳省。
与圣阿舍尔接壤的市镇（或旧市镇、城区）包括：博瓦尔瓦旺、贝阿尔库尔、厄兹库尔、迈济库尔、蒙蒂尼莱容格勒尔、普鲁维尔。

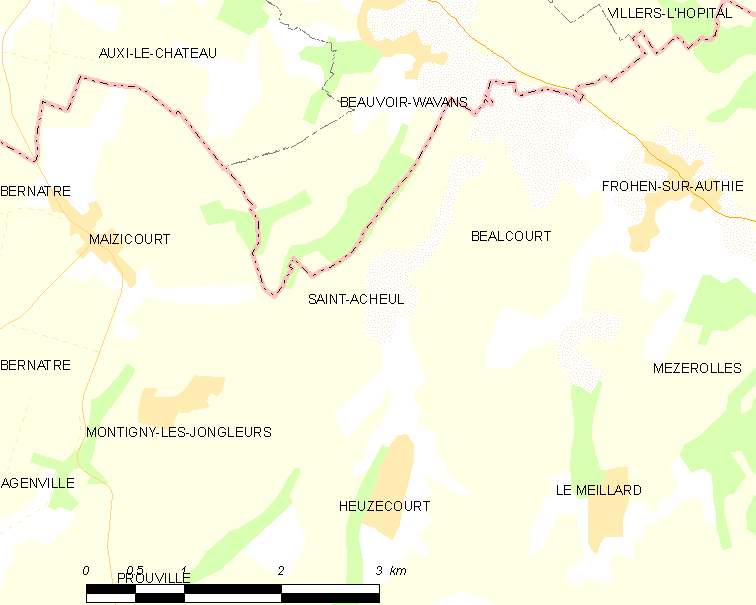
圣阿舍尔的OSM定位图

圣阿舍尔的时区为UTC+01:00、UTC+02:00（夏令时）。

## 行政
圣阿舍尔的邮政编码为80370，INSEE市镇编码为80697。

## 政治
圣阿舍尔所属的省级选区为杜朗县。

## 人口

1962-2008年间圣阿舍尔人口变化图示

圣阿舍尔于2022年1月1日时的人口数量为36人。